# 이보담
이보담(李寶潭, 일본식 이름: 木村寶潭, 1859년 양력 4월 15일~?)은 조선 말기와 일제강점기의 승려이다. 보담은 법호이며, 법명은 종산(宗山)이다.

## 생애
한성부에서 태어나 14세 때인 1872년에 금강산 보광암에 들어가 출가했다. 한일 병합 조약 체결 전인 1900년대에 서울 연희동의 봉원사를 크게 중건하는 등 활발한 활동을 했다.
봉원사에 재적한 1906년에 원흥사에서 불교연구회라는 단체를 창립했다. 이 단체는 일본 정토종의 이노우에 켄신의 영향으로 설립되었기 때문에 친일적인 성향이 강했다. 이보담은 불교연구회 회장에 취임하고 부설 학교로 명진학교를 세워 교장을 맡았다. 한일 병합 후에 사찰령이 반포되었고, 1912년 초에 이보담은 봉원사 주지로 조선총독부의 인가를 받았다.
이보담이 봉원사 주지가 된 해인 1912년에 일본의 메이지 천황이 사망했다. 이때 이보담은 메이지가 위독하다는 보도를 접한 뒤 곧바로 병세 회복을 위한 기도를 사흘간 올렸고, 얼마 지나지 않아 사망 소식이 들려오자 일주일 동안 일장기를 내걸고 미타경을 읽으며 애도했다. 메이지 사망 당시 조선에서 공개적으로 애도 기도를 한 승려는 이회광과 이보담, 그리고 이름이 밝혀지지 않은 울산의 한 승려까지 총 세 명뿐이었다.
이보담은 봉원사 신도를 1천여 명으로 늘리고 사유림도 대거 확보하면서 사찰의 세력 확장에 능력을 보였다. 그러나, 1914년 메이지의 부인인 쇼켄 황태후가 사망했을 때 정성껏 명복을 빌고, 메이지의 제사일을 잊지 않고 챙기면서 궁성요배 의식을 선구적으로 실시하는 등 친일 행적도 계속되었다.
1918년에는 황해도 대본산인 성불사 주지로 승격되었다. 이보담은 성불사와 따로 연고가 없었으므로 예외적인 경우였다. 이때부터 1945년 광복 시점까지 약 27년 6개월이라는 장기간 동안 주지로 재임했는데, 이도 매우 드문 일이었다.
성불사 주지로 근무하면서도 1930년대 중반에 우가키 가즈시게가 주차한 심전개발 운동에 협력하는 등 총독부와 밀착된 행보를 보였다. 특히 1937년 중일 전쟁이 발발하자 전쟁 지원에 앞장섰다. 전쟁 발발 후 중앙교무원의 지시가 내려오기도 전에 자발적으로 시국 강연회를 개최할 정도였다. 일본군의 승리를 기원하는 국위선양 무운장구 기원법요식과 전사한 일본군을 위한 위령 천도제를 열었고, 국방헌금과 위문금도 지속적으로 모금해 헌납했다.
이보담의 전쟁 지원은 중일 전쟁과 태평양 전쟁 기간 내내 이어졌다. 사리원의 일반 신도들까지 동원하여 대대적으로 신사참배 강요에 호응했으며, 각종 시국 행사와 국방헌금 헌납, 금속류 기부 등도 계속되었다. 이채로운 행적 중 하나는 탁발보국을 최초로 시도한 것이었다. 1939년 초에 승려들로 탁발보국대를 조직해서 모금한 금액을 헌납한 것이었는데, 이는 모범적인 사례로 여겨져 다른 사찰에서 뒤따라 하기도 했다.
1942년에는 일본군 승리를 위해 1만일에 해당하는 30년 동안 염불을 한다는 만일염불회를 성불사에 설치했다. 전쟁이 말기에 접어들면서 일본어 상용 운동이 펼쳐졌는데, 성불사는 일본어 강습회를 열어 이 정책에 적극 협조했다. 1943년 이보담이 주도해 성불사에서 열린 승려 연성대회 일정은 “황도 불교”에 대한 강의나 일본군 장교의 시국 강연 등으로 채워져 있다.

## 사후
이보담은 1945년 8월 15일 태평양 전쟁 종전 당시에도 성불사 주지로 재임하고 있었으나, 이후 성불사가 있는 황주군 지역이 소군정의 관할 하에 들어가면서 소식을 알 수 없다.
민족문제연구소가 2008년 발표한 친일인명사전 수록예정자 명단 중 종교 부문에 선정되었다.

## 같이 보기
- 불교연구회
- 봉원사
- 성불사

## 참고자료
- 임혜봉 (2005년 3월 1일). 〈이보담 : 합병 전부터 친일을 행한 승려〉. 《친일 승려 108인》. 서울: 청년사. 75~92쪽쪽. ISBN 9788972783848.
- 홍중조 (2003년 6월 20일). “친일 대처승의 소굴이었던 '성불사'의 밤 - [홍중조의 고금산책] 이은상의 <성불사의 밤> 숨은 뜻은?”. 경남도민일보. 2008년 3월 4일에 확인함. |제목=에 지움 문자가 있음(위치 26) (도움말)